# Bico-chato-amarelo
O bico-chato-amarelo (Tolmomyias flaviventris) é uma espécie tropical sul-americana de ave passeriforme da família dos tiranídeos. Tais aves possuem plumagem amarela, mais intensa no lado ventral.